# Jakob Schmitt (Bildhauer, 1891)

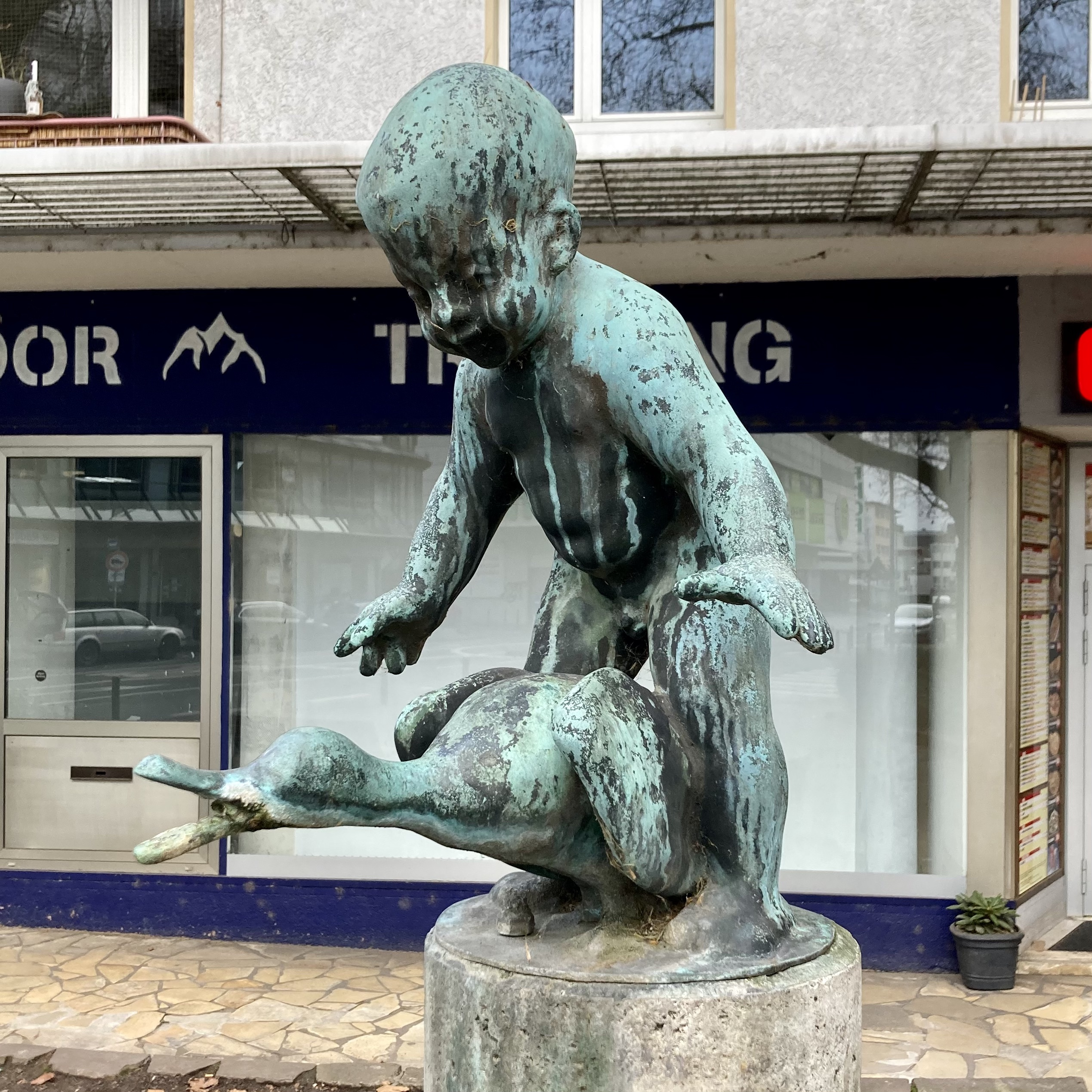
Brunnenfigur „Entenfänger“ des Bildhauers Jakob Schmitt, 1921

Jakob Ludwig Schmitt (* 11. Oktober 1891 in Mainz; † 13. Dezember 1955) war ein deutscher Silberschmied und kriegsblinder Bildhauer.

## Leben
Jakob Schmitt lernte den Beruf des Silberschmieds. Im Ersten Weltkrieg wurde er am 24. Dezember 1914 bei einem Patrouillengang an der deutsch-französischen Frontlinie bei Roye (Somme) durch eine Gewehrkugel so schwer an den Augen verletzt, dass er erblindete. Nachdem er zuerst in einem Feldlazarett versorgt wurde, kam er mit einem Lazarettzug zurück nach Deutschland in die Augenklinik nach Frankfurt am Main.
Dort nahm er als Therapie erste Modellierversuche vor, dies war bereits seit den 1880er Jahren in entsprechenden Einrichtungen üblich, um das Wahrnehmungsvermögen mit den Händen und Fingern zu schulen. Während seiner siebenjährigen Ausbildung wohnte er in einem Kriegsblindenheim in Frankfurt. Laut den Lebenserinnerungen der Hofdame Mathilde von Keller überreichte Schmitt 1917 dem deutschen Kaiserpaar eine überlebensgroße Büste im Schloss von Bad Homburg. Diese fertigte er an, nachdem er bereits davor bei einem Lazarettbesuch Kaiserin Auguste Viktoria kennen gelernt hatte, die ihn zu dem Motto „Werdet zu Stahl“ animiert haben soll. Er nahm unter anderem 1929 an der Großen Ruhrländischen Gartenbau-Ausstellung in Essen teil und 1932 an der ersten deutschen Kriegsblinden-Ausstellung in Hamburg. Der 1949 gegründete Bund der Kriegsblinden Deutschlands stiftete im Jahr 1950 den Hörspielpreis der Kriegsblinden. Die Gewinnertrophäe gestaltete Jakob Schmitt und stellte „die Tastwelt des Blinden“ dar.
1923 heiratete er seine Frau Maria geb. Fath. Er wohnte von 1923 bis 1934 in Mainz-Kostheim im eigenen Haus mit Atelier in der Schiersteiner Straße 17. 1934 zog er nach Kastel und hatte dort in der Reduit ein großes Atelier.

## Werke
- 1917: Der erblindete Feldgraue, Gipsbüste in der Dauerausstellung des Bad Homburger Schlosses[4]
- 1919–1921: Entenfänger am Flachsmarkt in Mainz[5]
- –1931: Lebensgroße Figur des gekreuzigten Christus (Bronzeguss als Grabkreuz heute auf der letzten Ruhestätte des Künstlers auf dem Mombacher Waldfriedhof)
- 1941: Maske mit tastenden Händen (Eigenportrait)

Weitere Werke befinden sich als Dauerausstellung im Heimatmuseum Mainz-Kostheim.